# Dalidaivis Rodríguez
Dalidaivis Rodríguez Clark (7 de agosto de 1983) es una deportista cubana que compite en judo adaptado. Ganó dos medallas en los Juegos Paralímpicos de Verano, oro en Londres 2012 y oro en Río de Janeiro 2016.

## Palmarés internacional
| Juegos Paralímpicos | Juegos Paralímpicos     | Juegos Paralímpicos | Juegos Paralímpicos |
| Año                 | Lugar                   | Medalla             | Categoría           |
| ------------------- | ----------------------- | ------------------- | ------------------- |
| 2012                | Londres (Reino Unido)   | Medalla de oro      | –63 kg              |
| 2016                | Río de Janeiro (Brasil) | Medalla de oro      | –63 kg              |